# Pelourinho de Penela
O Pelourinho de Penela é um pelourinho situado na freguesia de São Miguel, Santa Eufémia e Rabaçal, no município de Penela, distrito de Coimbra, em Portugal.
Está classificado como Monumento Nacional desde 1910.